# Dave O'Flynn
Dave O'Flynn, anciennement Dave O'Flynn, détective de choc, est une série de bande dessinée policière franco-belge en noir et blanc, créée par le dessinateur Tibet en 1949 pour l'hebdomadaire Héroïc-Albums. La série fut publiée du 22 novembre 1950 au 1er octobre 1952, puis rééditée en albums brochés chez Chlorophylle en 1979. C'est également le premier héros personnel de l'auteur.

## Origine
Tibet n'avait que dix-huit ans et travaillait déjà aux Studios Disney de Bruxelles aux côtés d'André-Paul Duchâteau quand il crée son tout premier personnage, Dave O'Flynn, en 1949 dans un style réaliste. Il en a dessiné sept histoires pour le magazine Héroïc-Albums, dont la première est publiée le 22 novembre 1950 dans le no 47 sous le titre Le Talion.

## Synopsis
Le jeune détective privé Dave O'Flynn, costaud et séducteur, traque le mafieux Joe Benedicty.

## Publications en français

### Revues
- Héroic-Albums
  - Le Talion, 22 novembre 1950[3], no 47 du 6e année.
  - Knock-out, 25 avril 1951[4], no 17 du 7e année.
  - Machine à gogos, 6 juin 1951[4], no 23 du 7e année.
  - Chantage, 3 octobre 1951[4], no 40 du 7e année.
  - Le Pantin de la comtesse, 1951[5], no 48 du 7e année.
  - Kidnapping, 5 mars 1952[6], no 10 du 8e année.
  - Hold-up manqué, 1er octobre 1952[6], no 40 du 8e année.

### Albums
- 1 Détective de choc, Chlorophylle, 1979[7]
Scénario et dessin : Tibet
- 2 Face au crime, Chlorophylle, 1979
Scénario et dessin : Tibet

### Intégrales
- Dave O' Flynn, l'intégrale, BD Must, 2022
Scénario et dessin : Tibet - (ISBN 9782875357700)

## Anecdotes
Tibet reprendra les traits de Dave O'Flynn pour son personnage de Ric Hochet, créé en 1955 avec André-Paul Duchâteau (également scénariste de la série Dave O'Flynn).

Le titre du second album, Face au crime, sera d'ailleurs repris pour le trente-huitième album de Ric Hochet.